# Rasca y Guaza
Rasca y Guaza este o arie protejată (arie de protecție specială avifaunistică — SPA) din Spania întinsă pe o suprafață de 1.031,46 ha, integral pe uscat.

## Localizare
Centrul sitului Rasca y Guaza este situat la coordonatele 28°01′58″N 16°41′39″W / 28.0328°N 16.6942°V.

## Înființare
Situl Rasca y Guaza a fost declarat arie de protecție specială avifaunistică în octombrie 2022 pentru a proteja 14 specii de animale.

## Biodiversitate
Situată în ecoregiunea , aria protejată nu include niciun habitat protejat.
La baza desemnării sitului se află mai multe specii protejate de  păsări (14): Bucanetes githagineus, Bulweria bulwerii, pasărea ogorului (Burhinus oedicnemus), Calonectris borealis, prundăraș de sărătură (Charadrius alexandrinus), egretă mică (Egretta garzetta), șoim călător (Falco peregrinus), piciorong (Himantopus himantopus), Hydrobates castro, vultur pescar (Pandion haliaetus), Puffinus lherminieri, chiră de baltă (Sterna hirundo), turturică (Streptopelia turtur), călifar roșu (Tadorna ferruginea).